# ベイビーレボリューション
「ベイビーレボリューション」は、ベイビーレイズの2枚目のシングル。2012年12月19日に、ポニーキャニオンより発売された。
曲紹介は虎ノ門道場で傳谷が考えた「ベイビーレイズ、魂の歌。ベイビーレイズでベイビーレボリューション」。

## 収録曲

### 初回生産限定盤A
CD
1. ベイビーレボリューション [3:57]
（作詞・作曲：塚本けむ、編曲：會田茂一）
2. ゲート・オブ・ザ・タイガー [3:59]
（作詞・作曲・編曲：富澤タク）
3. クリスマスがライバル [3:56]
（作詞：ATSUSHI、作曲：KATARU、編曲：ニューロティカ）
4. ベイビーレボリューション (Instrumental)
5. ゲート・オブ・ザ・タイガー (Instrumental)
6. クリスマスがライバル (Instrumental)

DVD
1. 「ベイビーレボリューション」Music Video
2. 虎ノ門列伝 -高見＆渡邊編 前編-
3. 虎ノ門道場 -自主練 萌えゼリフ100連発 前編-

特典
- イベント参加券
- オリジナル・トレーディングカード (タイプA)全5種より1種
- モバイルポイント加算QR＆シリアルコード(8pt)

### 初回生産限定盤B
CD
1. ベイビーレボリューション
2. ゲート・オブ・ザ・タイガー
3. ハッピーニューイヤー [3:57]
（作詞：ATSUSHI、作曲：KATARU、編曲：ニューロティカ）
4. ベイビーレボリューション (Instrumental)
5. ゲート・オブ・ザ・タイガー (Instrumental)
6. ハッピーニューイヤー (Instrumental)

DVD
1. 「ベイビーレボリューション」Music Video
2. 虎ノ門列伝 -高見＆渡邊編 後編-
3. 虎ノ門道場 -自主練 萌えゼリフ100連発 後編-

特典
- イベント参加券
- オリジナル・トレーディングカード (タイプB)全5種より1種
- モバイルポイント加算QR＆シリアルコード(8pt)

### 通常盤
CD
1. ベイビーレボリューション
2. ゲート・オブ・ザ・タイガー
3. ベイビーレボリューション (Instrumental)
4. ゲート・オブ・ザ・タイガー (Instrumental)

特典
初回生産分のみに封入。
- イベント参加券
- モバイルポイント加算QR＆シリアルコード(5pt)